# Галковский, Константин Михайлович
Константин Михайлович Галковский (Галкаускас) (лит. Kostantinas Galkauskas; 16 июня 1875, Вильна — 20 февраля 1963, Вильнюс) — советский литовский музыкант: композитор, дирижёр и музыкальный педагог. Народный артист Литовской ССР (1955). Автор опер, балета для детей, музыкальных комедий, произведений для симфонического оркестра, а также хоров и музыки к драматическим спектаклям.

## Биография
Родился 4 июня (16 июня по новому стилю) 1875 года в Вильне.
В Санкт-Петербург приехал в 1902 году и первоначально обучался в Петербургской консерватории по классу пения у профессора С. И. Габеля. В 1908 году окончил её по классу композиции, учился у Н. А. Римского-Корсакова, А. К. Глазунова, А. К. Лядова. В 1909 году организовал в Вильне симфонический оркестр, с которым выступал в качестве дирижёра. Преподавал теоретические дисциплины в музыкальном училище Виленского отделения Императорского Русского музыкального общества, где среди его учеников был, в частности, юный Яша Хейфец.

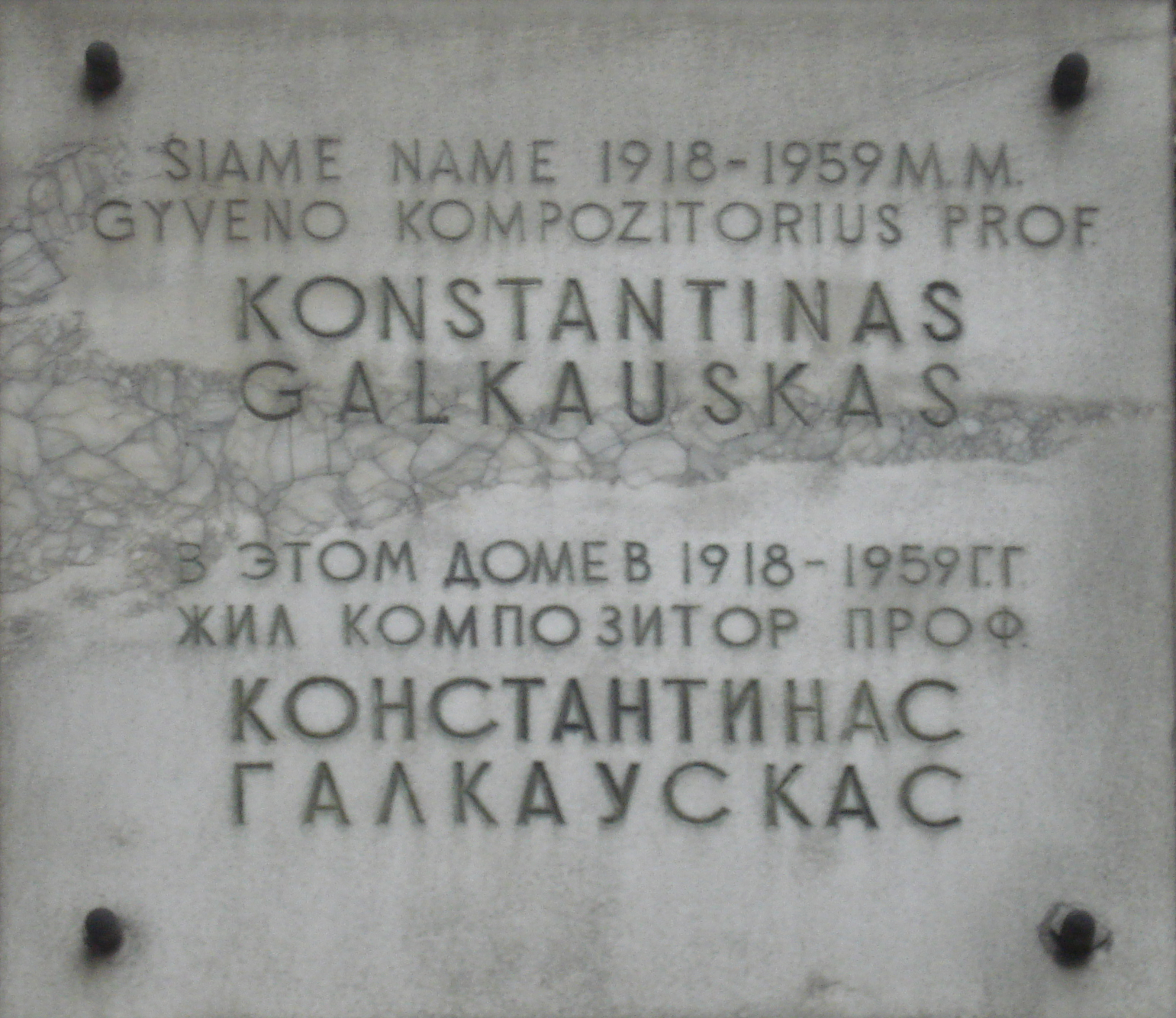
Памятная доска в Вильнюсе

После Октябрьской революции, в 1919 году, участвовал в работе музыкальной коллегии при Народном комиссариате просвещения Временного революционного правительства Литвы.
Занимался педагогической деятельностью, преподавал с 1945 года в Вильнюсской консерватории (с 1947 года — профессор).
Умер 20 февраля 1963 года в Вильнюсе. В Музее истории Санкт-Петербургской консерватории имеются материалы о К. М. Галковском. В Вильнюсе ему установлена памятная доска.